# 온두라스 교도소 화재
온두라스 교도소 화재는 2012년 2월 14일, 온두라스 코마야과에 있는 교도소에서 화재 사건이 발생해 357명이 사망한 사건이다. 코마야과는 온두라스의 수도 테구시갈파에서 북서쪽으로 60km 떨어진 곳에 위치한 곳으로 전기 합선으로 불이 난 것으로 파악된다.
열쇠를 가지고 있던 간수를 빨리 찾지 못해 수감자의 상당수가 감방 안에 갇힌 채 질식사하거나 불에 탄 것으로 알려져 있으며 수백 명이 탈출하기도 하여 치안도 위협을 받게 되었다. 사망자들의 신원 파악도 제대로 되지 않고 있으며 지금까지의 교도소 화재 사건 중 최대 규모라고 한다. 화재의 원인으로는 방화설도 있다.